# Monomoy Girl
Monomoy Girl, née en 2015, est un cheval de course pur-sang américain, lauréate de deux Eclipse Awards.

## Carrière de course

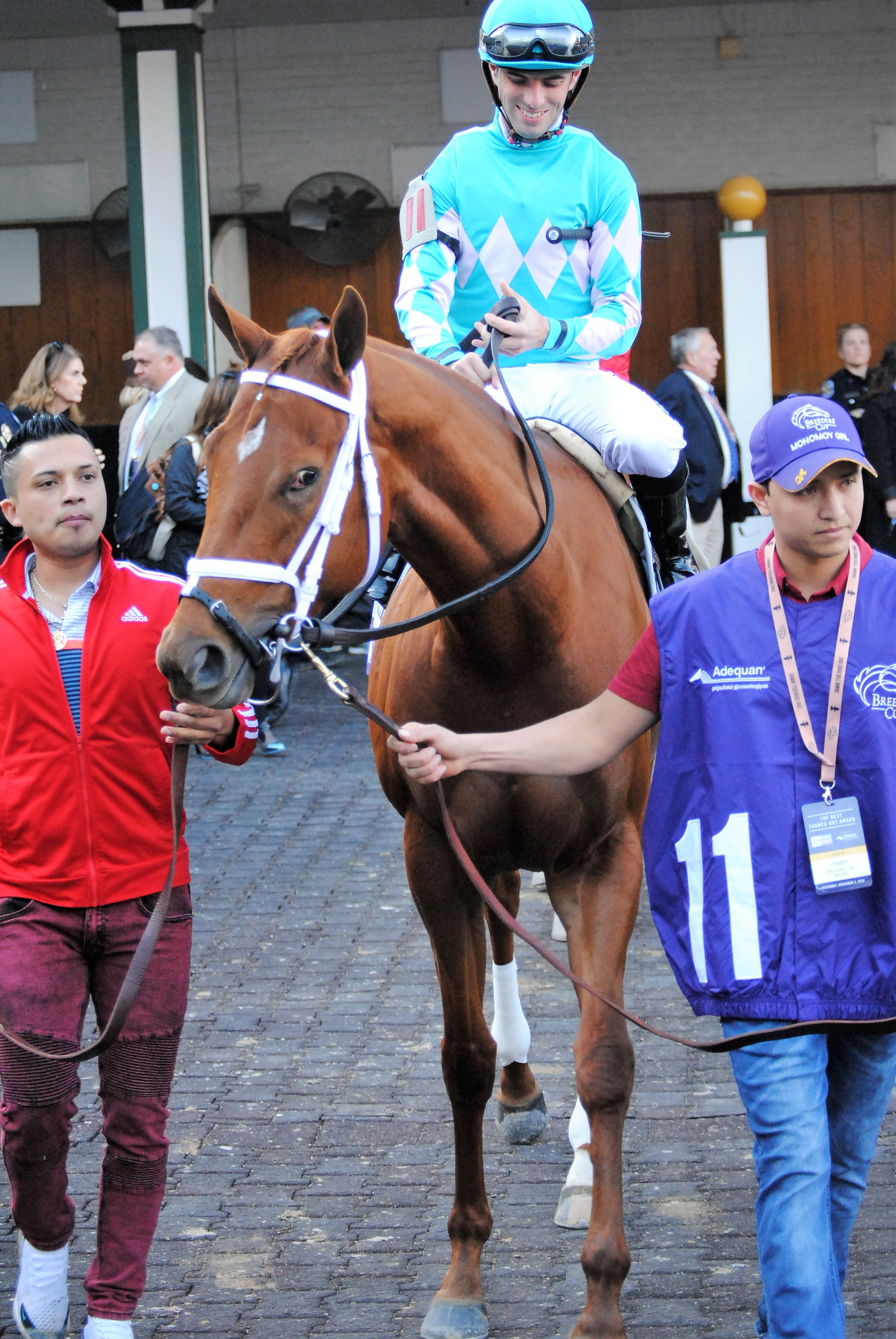
Monomoy Girl à la Breeders' Cup 2018

Élevée dans le Kentucky, acquise par un groupe de propriétaires aux ventes de yearlings de Keeneland pour $ 100 000, Monomoy Girl débute du côté de l'Indiana dans un maiden qu'elle remporte facilement avant d'enchaîner deux victoires tout aussi aisées du côté de Churchill Downs, avec sur le dos celui qui sera désormais son partenaire unique, le jockey français Florent Géroux. Mais pour sa première tentative au niveau des courses de groupe, elle échoue d'une encolure dans les Golden Rod Stakes fin novembre. Mais à 3 ans, la pouliche prend le pouvoir sur sa génération, réalisant une saison presque parfaite. Après une rentrée dans les Rachel Alexandra Stakes, elle remporte son premier groupe 1 dans les Ashland Stakes avec une grande facilité, puis remet ça dans les Kentucky Oaks devant Wonder Gadot et la favorite californienne Midnight Bisou, lauréate des Santa Anita Oaks. Monomoy Girl survole les principales épreuves réunissant les meilleures 3 ans américaines  Les Acorn Stakes à Belmont Park, les Coaching Club American Oaks à Saratoga, trois longueurs devant Midnight Bisou. Celle-ci retrouve Monomoy Girl dans les Cotillion Stakes, et a priori rien ne laisse à penser qu'une revanche est possible. Mais dans la phase finale Monomoy Girl et Midnight Bisou se livrent une lutte acharnée, et seule une encolure les sépare au poteau. Mais les commissaires que la partenaire de Florent Géroux a changé de ligne et gêné celle de Mike Smith. Midnight Bisou hérite donc de la victoire, et Monomoy Girl subit sa première défaite de l'année sur tapis vert. La seule défaite, puisque dans la Breeders' Cup Distaff, pour sa première confrontation avec les juments d'âge, Monomoy Girl renoue avec le succès devant Wow Cat et... Midnight Bisou. Incontestable reine de sa génération, Monomoy Girl est sacrée meilleure pouliche de 3 ans. Mais on ne la reverra plus pendant un an et demi. 

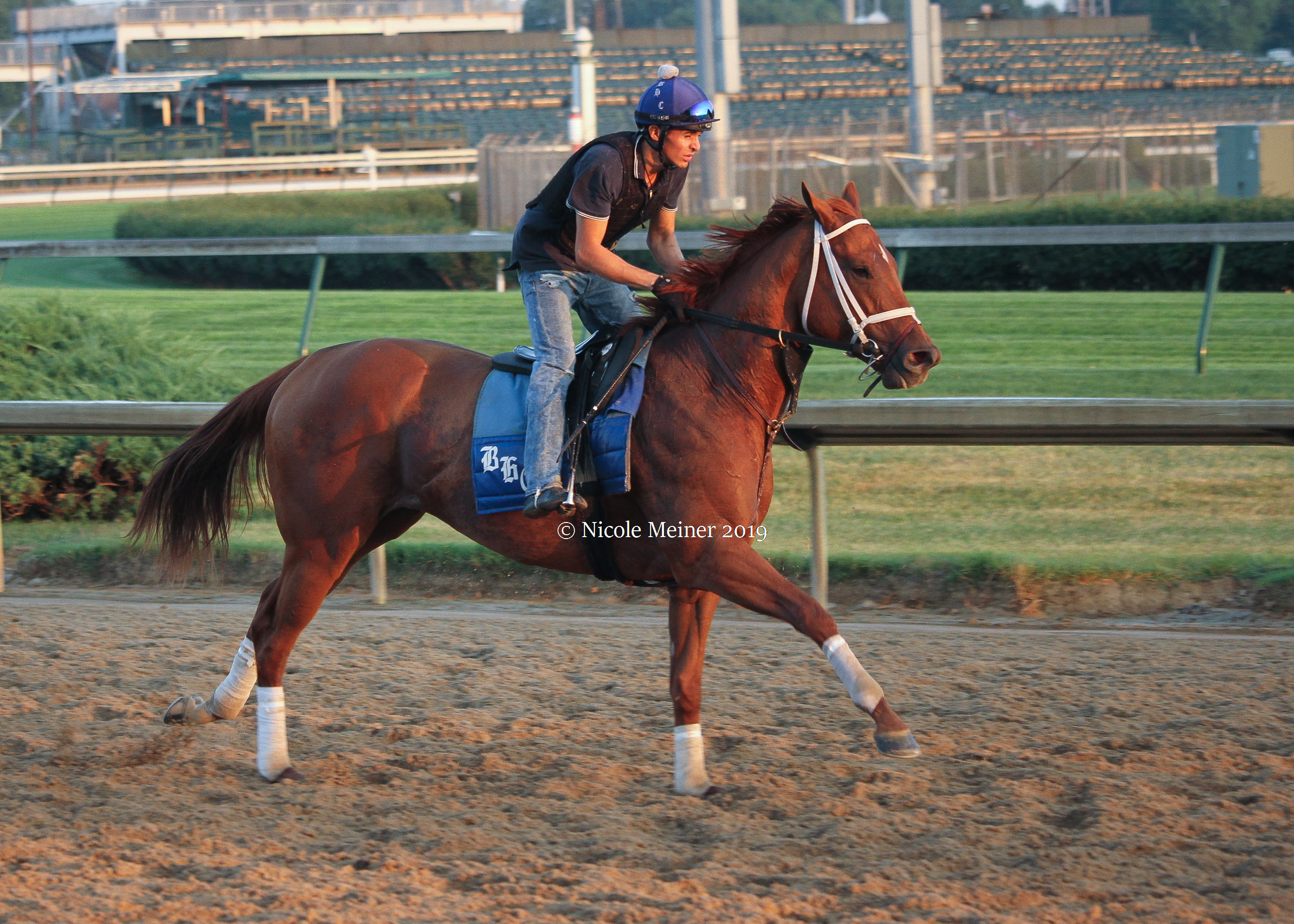
Monomoy Girl à l'entraînement en 2019

2019 est l'annus horibilis de Monomoy Girl. Fin mars, la jument est victime d'une crise de coliques. Elle y survit, mais ne retourne à l'entraînement qu'à la mi-juillet, avec l'objectif d'être prête pour la Breeders' Cup. Puis en septembre, elle est de nouveau sur le carreau, victime cette fois d'une blessure musculaire. Monomoy Girl ne courra donc pas en 2019, une absence prolongée dont profite sa rivale Midnight Bisou, battue seulement dans la Breeders' Cup Distaff par l'Argentine Blue Prize, après sept victoires en sept courses, dont trois groupe 1. Pour autant, alors qu'avec son palmarès et ses gains elle aurait très logiquement pu rejoindre le haras, son entourage décide de la laisser à l'entraînement. Son improbable come-back a lieu en mai 2020. Après un an et demi sans voir un hippodrome, Monomoy Girl réapparaît dans une course à conditions disputée à Churchill Downs et s'impose d'emblée. Sa longue traversée du désert n'a finalement pas entamé ses capacités, et elle le prouve en retrouvant vite le haut niveau - et son invincibilité. Victoire dans les Ruffian Stakes, en juillet à Belmont Park ; victoire dans les La Troienne Stakes, son sixième groupe 1. Elle semble prête pour faire le doublé dans la Breeders' Cup Distaff, dont elle est la grande favorite, avec pour principale challenger la 3 ans Swiss Skydiver, qui vient de faire sensation en battant les mâles dans des Preakness Stakes déplacés en octobre au cours d'une saison chamboulée par la pandémie de Covid. Mais il n'y a pas de match, Swiss Skydiver sombre et Monomoy s'envole, réalisant un fabuleux doublé à deux ans d'écart : n'était sa défaite sur tapis vert dans les Cotillion Stakes, la jument serait invaincue depuis onze courses. Elle remporte un second Eclipse Award, celui de meilleur jument sur le dirt, tandis que son entraîneur Brad Cox est élu entraîneur de l'année, et semble désormais promise à une retraite dorée.    
Le lendemain même de son triomphe dans la Breeders' Cup Distaff, Monomoy Girl est de retour sous les projecteurs, cette fois ceux d'une salle de ventes puisqu'elle est proposée aux enchères comme poulinière. La bataille de billets verts grimpe jusqu'à 9,5 millions de dollars, le troisième prix jamais payé pour une poulinière dans le monde, à égalité avec Songbird. C'est le haras Spendthrift Farm qui emporte la mise, mais plutôt que la faire saillir, décide de la renvoyer à l'entraînement pour une saison supplémentaire, à 6 ans. Monomoy Girl réalise donc un nouveau et dernier come-back, qui s'annonce sous les meilleurs auspices puisqu'elle s'impose d'emblée, en février, dans un groupe 3 disputé à Oaklawn Park, dans l'Arkansas. Toujours intouchable semble-t-il. Mais cette incroyable série est stoppée dans le Apple Blossom Handicap en avril, où elle doit retrouver Swiss Skydiver. Mais c'est une jument mexicaine qui a raison d'elle, d'un nez : Letruska, tenante du titre, championne à 3 ans dans son pays avant de réussir une brillante carrière américaine qui lui permettra de succéder à Monomoy Girl au palmarès des Eclipse Awards. La championne est battue, de peu mais à la régulière, pour la première fois depuis deux ans et demi. Et n'est pas sortie indemne de l'épreuve : légèrement blessée, victime de raideurs musculaires, son entraîneur déclare qu'elle doit se reposer. Mais Monomoy Girl peine à retrouver la forme et, en septembre, son entourage annonce qu'à nouveau blessée (une fracture de l'os sésamoïde), elle rentre au haras. Pour de bon cette fois. Championne au destin singulier, elle est avec près de 4,8 millions de dollars glanés en courses, la cinquième plus riche jument américaine après Midnight Bisou, Zenyatta, Beholder et Royal Delta.    

### Résumé de carrière
| Date         | Hippodrome      | Pays        | Course                      | Statut      | Distance    | Jockey         | Place       | Écart       | Vainqueur ou deuxième |
| 2017, 2 ans  | 2017, 2 ans     | 2017, 2 ans | 2017, 2 ans                 | 2017, 2 ans | 2017, 2 ans | 2017, 2 ans    | 2017, 2 ans | 2017, 2 ans | 2017, 2 ans           |
| ------------ | --------------- | ----------- | --------------------------- | ----------- | ----------- | -------------- | ----------- | ----------- | --------------------- |
| 5 septembre  | Indiana         | États-Unis  | Maiden                      |             | 1 600 m     | Miguel Pedroza | 1er / 9     | 3 ¾         | Lemon Princess        |
| 28 septembre | Churchill Downs | États-Unis  | Allowance                   |             | 1 600 m     | Florent Géroux | 1er / 6     | 1 ¼         | Moonlight Rain        |
| 29 octobre   | Churchill Downs | États-Unis  | Rags to Riches Stakes       |             | 1 600 m     | Florent Géroux | 1er / 10    | 6 ½         | Queen Mum             |
| 25 novembre  | Churchill Downs | États-Unis  | Golden Rod Stakes           | Gr. 2       | 1 700 m     | Florent Géroux | 2e / 12     | encolure    | Road to Victory       |
| 2018, 3 ans  |                 |             |                             |             |             |                |             |             |                       |
| 17 février   | Fair Grounds    | États-Unis  | Rachel Alexandra Stakes     | Gr. 2       | 1 700 m     | Florent Géroux | 1er / 7     | 2 ½         | Classy Act            |
| 7 avril      | Keeneland       | États-Unis  | Ashland Stakes              | Gr. 1       | 1 700 m     | Florent Géroux | 1er / 7     | 5 ½         | Eskimo Kisses         |
| 4 mai        | Churchill Downs | États-Unis  | Kentucky Oaks               | Gr. 1       | 1 800 m     | Florent Géroux | 1er / 14    | 1/2         | Wonder Gadot          |
| 9 juin       | Belmont Park    | États-Unis  | Acorn Stakes                | Gr. 1       | 1 600 m     | Florent Géroux | 1er / 6     | 2           | Talk Veuve to Me      |
| 22 juillet   | Saratoga        | États-Unis  | Coaching Club American Oaks | Gr. 1       | 1 800 m     | Florent Géroux | 1er / 5     | 3           | Midnight Bisou        |
| 22 septembre | Parx Racing     | États-Unis  | Cotillion Stakes            | Gr. 1       | 1 700 m     | Florent Géroux | (1er rétr.) | (encolure)  | (Midnight Bisou)      |
| 3 novembre   | Churchill Downs | États-Unis  | Breeders' Cup Distaff       | Gr. 1       | 1 800 m     | Florent Géroux | 1er / 11    | 1           | Wow Cat               |
| 2020, 5 ans  |                 |             |                             |             |             |                |             |             |                       |
| 16 mai       | Churchill Downs | États-Unis  | Allowance                   |             | 1 600 m     | Florent Géroux | 1er / 7     | 2 ¾         | Red Dane              |
| 11 juillet   | Belmont Park    | États-Unis  | Ruffian Stakes              | Gr. 2       | 1 600 m     | Florent Géroux | 1er / 5     | 2           | Vexalious             |
| 4 septembre  | Churchill Downs | États-Unis  | La Troienne Stakes          | Gr. 1       | 1 700 m     | Florent Géroux | 1er / 8     | 1 ¾         | Lady Kate             |
| 7 novembre   | Keeneland       | États-Unis  | Breeders' Cup Distaff       | Gr. 1       | 1 800 m     | Florent Géroux | 1er / 10    | 1 ¾         | Valiance              |
| 2021, 6 ans  |                 |             |                             |             |             |                |             |             |                       |
| 28 février   | Oaklawn Park    | États-Unis  | Bayakoa Stakes              | Gr. 3       | 1 700 m     | Florent Géroux | 1er / 6     | 2           | Our Super Freak       |
| 17 avril     | Oaklawn Park    | États-Unis  | Apple Blossom Handicap      | Gr. 1       | 1 700 m     | Florent Géroux | 2e / 6      | nez         | Letruska              |

## Au haras
Retirée à Spendthrift Farm, Monomoy Girl donne naissance en février 2023 à un poulain par l'étalon tête de liste de l'élevage américain, Into Mischief. 

## Origines
Monomoy Girl à elle seule a fait la gloire de son père Tapizar, un lauréat de Breeders' Cup Dirt Mile mort accidentellement à 12 ans et qui l'a conçue alors qu'il faisait la monte à Gainesway Farm à $ 15 000 la saillie. En 2018, alors que Monomoy Girl martyrisait ses contemporaines de 3 ans, Drumette, sa mère, était vendue pleine de Mastery pour $ 1 850 000. Cette jument quelconque, qui n'a remporté qu'une seule de ses quatre sorties, a bien produit au haras, donnant plusieurs vainqueurs dont Mr Monomoy, vainqueur des Risen Star Stakes, un groupe 2. Elle a pour frère Drum Major (par Dynaformer), qui s'est imposé au niveau groupe 3 et a pris plusieurs accessits de groupe 2.  

### Pedigree
| Origines de Monomoy Girl (USA), jument alezane née en 2015 | Origines de Monomoy Girl (USA), jument alezane née en 2015 | Origines de Monomoy Girl (USA), jument alezane née en 2015 | Origines de Monomoy Girl (USA), jument alezane née en 2015 |
| ---------------------------------------------------------- | ---------------------------------------------------------- | ---------------------------------------------------------- | ---------------------------------------------------------- |
| Père Tapizar 2008                                          | Tapit 2001                                                 | Pulpit                                                     | A.P. Indy                                                  |
| Père Tapizar 2008                                          | Tapit 2001                                                 | Pulpit                                                     | Preach                                                     |
| Père Tapizar 2008                                          | Tapit 2001                                                 | Tap Your Heels                                             | Unbridled                                                  |
| Père Tapizar 2008                                          | Tapit 2001                                                 | Tap Your Heels                                             | Ruby Slippers                                              |
| Père Tapizar 2008                                          | Winning Call 1998                                          | Deputy Minister                                            | Vice Regent                                                |
| Père Tapizar 2008                                          | Winning Call 1998                                          | Deputy Minister                                            | Mint Copy                                                  |
| Père Tapizar 2008                                          | Winning Call 1998                                          | Call Now                                                   | Wild Again                                                 |
| Père Tapizar 2008                                          | Winning Call 1998                                          | Call Now                                                   | Carols Christmas                                           |
| Mère Drumette 2008                                         | Henny Hughes 2003                                          | Hennessy                                                   | Storm Cat                                                  |
| Mère Drumette 2008                                         | Henny Hughes 2003                                          | Hennessy                                                   | Island Kitty                                               |
| Mère Drumette 2008                                         | Henny Hughes 2003                                          | Meadow Flyer                                               | Meadowlake                                                 |
| Mère Drumette 2008                                         | Henny Hughes 2003                                          | Meadow Flyer                                               | Shortley                                                   |
| Mère Drumette 2008                                         | Endless Parade 1997                                        | Williamstown                                               | Seattle Slew                                               |
| Mère Drumette 2008                                         | Endless Parade 1997                                        | Williamstown                                               | Winter Sparkle                                             |
| Mère Drumette 2008                                         | Endless Parade 1997                                        | Mnemosyne                                                  | Saratoga Six                                               |
| Mère Drumette 2008                                         | Endless Parade 1997                                        | Mnemosyne                                                  | My Lady Love (famille 21-a)                                |